# Royal (Nebraska)
Royal es una villa situada en el condado de Antelope, Nebraska, Estados Unidos. Tiene una población estimada, a mediados de 2023, de 57 habitantes.

## Geografía
La localidad está ubicada en las coordenadas 42°19′59″N 98°7′30″O / 42.33306, -98.12500. Según la Oficina del Censo, tiene una superficie de 0.37 km², correspondientes en su totalidad a tierra firme.

## Demografía
Según el censo de 2020, en ese momento había 58 personas residiendo en la localidad. La densidad de población era de 156.76 hab./km². El 89.66% de los habitantes eran blancos, el 1.72% era asiático y el 8.62% eran de una mezcla de razas. Del total de la población, el 1.72% era hispano o latino de cualquier raza.